# Rémi Walter
Rémi Walter, né le 26 avril 1995 à Essey-lès-Nancy, est un footballeur français. Il joue au poste de milieu relayeur au Sporting de Kansas City en MLS.

## Biographie

### En club
Rémi Walter commence le football en 2001 au club de Saint-Max-Essey FC, situé à l'est de Nancy. Il intègre le centre de formation de l'Association sportive Nancy-Lorraine en 2003, à l'âge de 8 ans.

#### Début à l'AS Nancy-Lorraine
Il connait sa première titularisation à l'occasion de la première journée de Ligue 2 le 4 août 2013 contre l'AJ Auxerre. Il réalise sa première passe décisive le 23 août 2013 contre Le Havre et marque son premier but en championnat lors de la cinquième journée le 30 août contre le Tours FC. Durant ce match il écope également de son premier carton jaune. Il marque son deuxième but avec Nancy et son premier en coupe à l'occasion de la Coupe de la Ligue alors que son équipe est menée 1-0 contre le Stade rennais dans les arrêts de jeu de la seconde période et arrache donc les prolongations. Son équipe s'inclinera finalement 2-1 après prolongations et sera éliminée de la compétition. Il inscrit son troisième et dernier but de la saison contre Angers le 11 janvier 2014 pour le compte de la 19e journée de championnat. Il finit la saison en ayant inscrit deux buts et délivré une passe décisive en 28 rencontres de championnat, dont 17 en tant que titulaire. Sur le plan collectif, l'AS Nancy-Lorraine finit à la quatrième place du championnat de Ligue 2.  
Il dispute son premier match de la saison 2014-2015 lors de la troisième journée de championnat contre Arles-Avignon en entrant en jeu à la 75e minute de jeu. Son équipe concède le match nul 1-1. Il délivre sa première passe décisive de la saison à l’occasion de la 10e journée de championnat contre le GFC Ajaccio et permet à son équipe de remporter le match 1-0. Deux semaines plus tard, le 27 octobre, il inscrit son unique but de la saison contre Le Havre. L'ASNL remportera le match 2-1. Il participe à tous les matchs en tant que titulaire de la 22e à la dernière journée de championnat, soit 17 matchs consécutifs. Il finit la saison en ayant inscrit un but et délivré une passe décisive en 31 rencontres de championnat, dont 28 en tant que titulaire. Sur le plan collectif, l'AS Nancy-Lorraine finit à la cinquième place du championnat de Ligue 2.     
Après avoir été ciblé par plusieurs clubs de L1 et un transfert avorté à Nantes, il dispute son premier match de la saison 2015-2016 lors de la deuxième journée de championnat le 7 août contre le Stade lavallois. Il est cependant contraint de céder sa place après 41 minutes de jeu après s'être blessé. Son équipe remportera le match 1-0. Lors de la phase aller, il dispute 12 matchs de championnat dont six en tant que titulaire. Il dispute également un match de Coupe de France et un match de Coupe de la Ligue. Il dispute son dernier match sous le maillot nancéien lors de la dernière journée de la phase aller contre Évian Thonon Gaillard. À l'issue de son dernier match au club, l'ASNL pointe à la première place du classement à l'issue de la 19e journée de championnat.   

#### Découverte de la Ligue 1 avec l'OGC Nice
Le 18 janvier 2016, il s'engage officiellement avec l'OGC Nice. Il opte pour le numéro 18. Il dispute son premier match de Ligue 1 le 23 janvier 2016 en entrant en jeu à la 62e minute contre le FC Lorient pour une victoire 2-1. Il connait sa première titularisation contre Toulouse le 3 février 2016 lors de la 24e journée de championnat (victoire 1-0). Pour sa première saison en Ligue 1, il dispute un total de 12 matchs dont 6 titularisations.
Il commence la saison 2016-2017, le 14 août 2016 en tant que titulaire à l'occasion de la première journée de championnat contre Rennes à l'Allianz Riviera qui se soldera sur une victoire 1-0.

#### Départ aux États-Unis
Le 22 décembre 2020, il s'engage pour trois ans, plus une en option en faveur du Sporting de Kansas City. Il participe à sa première rencontre avec l'équipe du Kansas le 17 avril 2021 lors d'un affrontement face aux Red Bulls de New York (victoire 1-2). Avec Kansas City, Rémi Walter retrouve un temps de jeu conséquent et enchaîne les titularisations, au point de démarrer chaque rencontre de la saison 2022.

### En sélection nationale

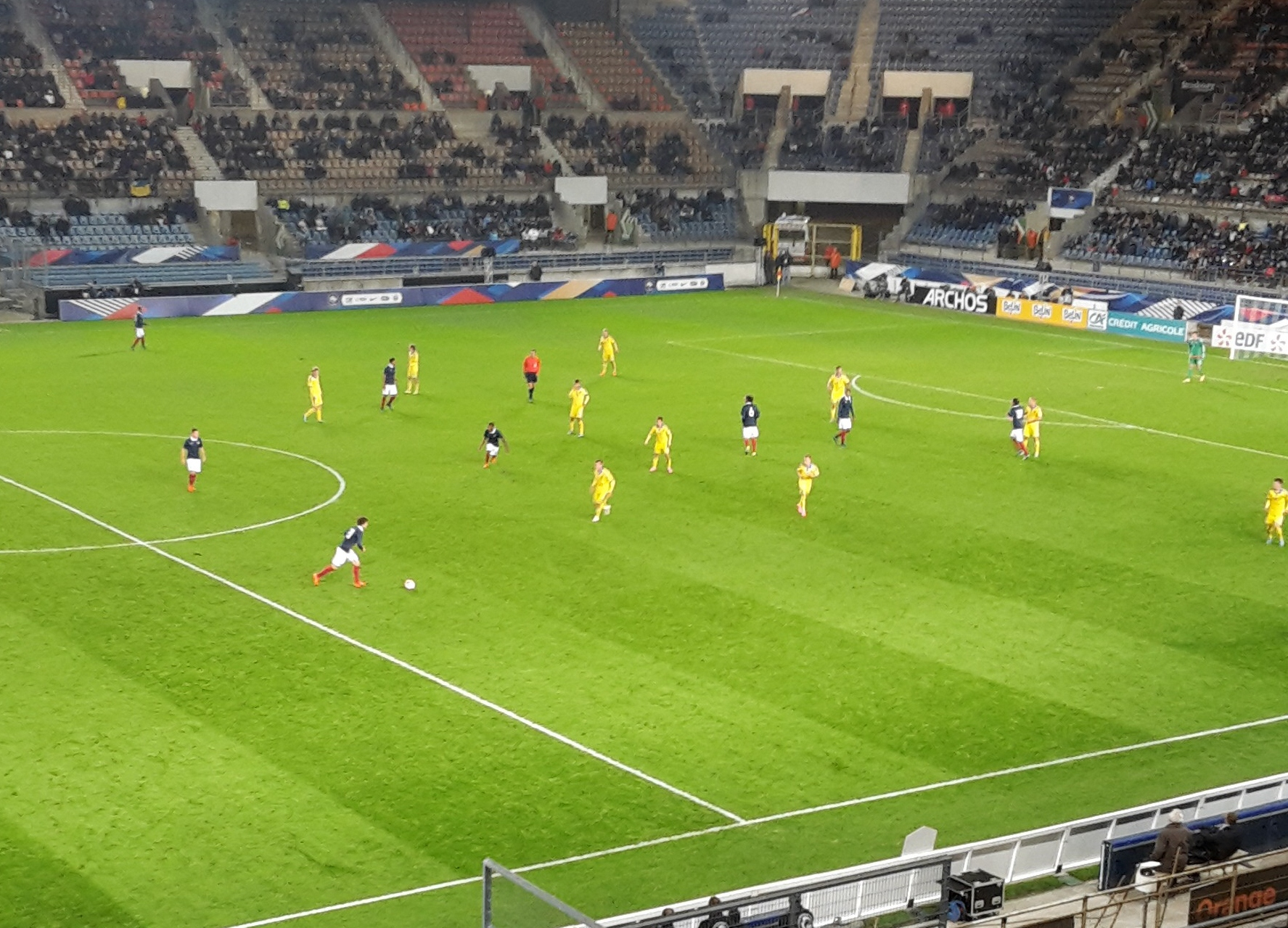
Rémi Walter dans le rond central lors du match France espoirs-Ukraine espoirs au Stade de la Meinau.

Rémi Walter prend part à l'Euro des moins de 17 ans en Slovénie au mois de juin 2012.
Il continue son aventure chez les Bleus en étant appelé le 3 septembre 2013 par Francis Smerecki pour disputer un tournoi amical en Serbie avec l'équipe de France des moins de 19 ans.
Il joue son premier match avec l'équipe de France espoirs le 25 mars 2015 contre l'Estonie.

## Statistiques
| Saison                | Club                    | Championnat           | Championnat | Championnat | Championnat | Coupe nationale | Coupe nationale | Coupe nationale | Coupe de la Ligue | Coupe de la Ligue | Coupe de la Ligue | Compétition(s) continentale(s) | Compétition(s) continentale(s) | Compétition(s) continentale(s) | Compétition(s) continentale(s) | Total | Total | Total |
| Saison                | Club                    | Division              | M.          | B.          | P.d.        | M.              | B.              | P.d.            | M.                | B.                | P.d.              | Comp.                          | M.                             | B.                             | P.d.                           | M.    | B.    | P.d.  |
| 2013-2014             | AS Nancy-Lorraine       | Ligue 2               | 28          | 2           | 1           | 1               | 0               | 0               | 2                 | 1                 | 0                 | -                              | -                              | -                              | -                              | 31    | 3     | 1     |
| 2014-2015             | AS Nancy-Lorraine       | Ligue 2               | 31          | 1           | 1           | 1               | 0               | 0               | 1                 | 0                 | 0                 | -                              | -                              | -                              | -                              | 33    | 1     | 1     |
| 2015-2016             | AS Nancy-Lorraine       | Ligue 2               | 12          | 0           | 0           | 1               | 0               | 0               | 1                 | 0                 | 0                 | -                              | -                              | -                              | -                              | 14    | 0     | 0     |
| Sous-total            | Sous-total              | Sous-total            | 71          | 3           | 2           | 3               | 0               | 0               | 4                 | 1                 | 0                 | -                              | -                              | -                              | -                              | 78    | 4     | 2     |
| 2015-2016             | OGC Nice                | Ligue 1               | 12          | 0           | 0           | -               | -               | -               | -                 | -                 | -                 | -                              | -                              | -                              | -                              | 12    | 0     | 0     |
| 2016-2017             | OGC Nice                | Ligue 1               | 22          | 0           | 1           | 0               | 0               | 0               | 0                 | 0                 | 0                 | C3                             | 4                              | 0                              | 0                              | 26    | 0     | 1     |
| 2017-2018             | OGC Nice                | Ligue 1               | 8           | 1           | 0           | 0               | 0               | 0               | 0                 | 0                 | 0                 | C1+C3                          | 3+2                            | 0+0                            | 0                              | 13    | 1     | 0     |
| 2018-2019             | OGC Nice                | Ligue 1               | 19          | 2           | 0           | 1               | 0               | 0               | 2                 | 2                 | 0                 | -                              | -                              | -                              | -                              | 22    | 4     | 0     |
| 2019-2020             | OGC Nice                | Ligue 1               | 1           | 0           | 0           | 0               | 0               | 0               | 0                 | 0                 | 0                 | -                              | -                              | -                              | -                              | 1     | 0     | 0     |
| Sous-total            | Sous-total              | Sous-total            | 62          | 3           | 1           | 1               | 0               | 0               | 2                 | 2                 | 0                 | -                              | 9                              | 0                              | 0                              | 74    | 5     | 1     |
| 2017-2018             | ES Troyes AC (prêt)     | Ligue 1               | 12          | 0           | 1           | 2               | 0               | 0               | -                 | -                 | -                 | -                              | -                              | -                              | -                              | 14    | 0     | 1     |
| 2019-2020             | Yeni Malatyaspor        | Süper Lig             | 9           | 0           | 1           | 0               | 0               | 0               | -                 | -                 | -                 | -                              | -                              | -                              | -                              | 9     | 0     | 1     |
| 2021                  | Sporting de Kansas City | MLS                   | 30          | 1           | 1           | -               | -               | -               | -                 | -                 | -                 | LCC                            | 1                              | 0                              | 0                              | 31    | 1     | 1     |
| 2022                  | Sporting de Kansas City | MLS                   | 34          | 3           | 1           | 4               | 0               | 1               | -                 | -                 | -                 | -                              | -                              | -                              | -                              | 38    | 3     | 2     |
| 2023                  | Sporting de Kansas City | MLS                   | 10          | 0           | 0           | 1               | 0               | 0               | -                 | -                 | -                 | LCup                           | 0                              | 0                              | 0                              | 11    | 0     | 0     |
| Sous-total            | Sous-total              | Sous-total            | 74          | 4           | 2           | 5               | 0               | 1               | -                 | -                 | -                 | -                              | 1                              | 0                              | 0                              | 80    | 4     | 3     |
| Total sur la carrière | Total sur la carrière   | Total sur la carrière | 228         | 10          | 7           | 11              | 0               | 1               | 6                 | 3                 | 0                 | -                              | 10                             | 0                              | 0                              | 255   | 13    | 8     |